# Diocèse de Graz-Seckau
 (décembre 2021).
Si vous disposez d'ouvrages ou d'articles de référence ou si vous connaissez des sites web de qualité traitant du thème abordé ici, merci de compléter l'article en donnant les références utiles à sa vérifiabilité et en les liant à la section « Notes et références ».
Le diocèse de Graz-Seckau (en latin : dioecesis Graecensis-Seccoviensis ; en allemand : Diözese Graz-Seckau) est une église particulière de l'Église catholique en Styrie (Autriche). Son siège est la cathédrale Saint-Gilles de Graz. Érigé en 1218, il est suffragant de l'archidiocèse de Salzbourg.

## Histoire
Le diocèse de Seckau a été fondé le 22 juin 1218 par l'archevêque Éberhard de Ratisbonne (de) (Eberhard II de Salzbourg), avec la permission du pape Honorius III. L'empereur Frédéric II donna son consentement le 26 octobre 1218 et conféra au titulaire du siège le titre de prince du Saint-Empire. Le premier évêque fut Karl von Friesach (de) (de 1218 à 1230).
Le 22 avril 1963, le diocèse de Seckau prend le nom de « Diocèse de Graz-Seckau ».